# Ielena Gortxakova
Ielena Gortxakova   (Moscou, 17 de maig de 1933 - Moscou, 27 de gener de 2002) fou una atleta russa, especialista en el llançament de javelina, que va competir sota bandera de la Unió Soviètica durant les dècades de 1950 i 1960.
El 1952 va prendre part en els Jocs Olímpics de Hèlsinki, on guanyà la medalla de bronze en la prova del llançament de javelina del programa d'atletisme. El 1964, als Jocs de Tòquio, tornà a guanyar la medalla de bronze en la mateixa prova del programa d'atletisme. En les sèries d'aquesta prova va establir un nou rècord mundial de la prova amb 62,40 metres, el qual no fou millorat fins a 1972.
En el seu palmarès també destaquen una medalla d'or en les Universíades de 1961 i dos campionats nacionals, el 1963 i el 1965. La forta competència interna dins l'URSS va fer que rarament participés en proves internacionals.

## Millors marques
- Llançament de pes. 14.47 metres (1956)
- Llançament de javelina. 62,40 metres (1964)[1][3]